# Zapotèque de Coatlán
Ne doit pas être confondu avec Zapotèque de San Vicente Coatlán.
Le zapotèque de Coatlán (ou zapotèque de Santa María Coatlán, zapotèque de San Miguel, zapotèque de Miahuatlán de l'Ouest) est une variété de la langue zapotèque parlée dans l'État de Oaxaca, au Mexique.

## Localisation géographique
Le zapotèque de Coatlán est parlé dans environ sept villes du sud de l'État de Oaxaca, au Mexique, mais principalement dans la ville de Santo Domingo Coatlán,.

## Intelligibilité avec les variétés du zapotèque
Les locuteurs du zapotèque de Coatlán ont une intelligibilité de 54 % du zapotèque de Loxicha (le plus similaire), de 51 % du zapotèque d'Ozolotepec, de 44 % du zapotèque de Miahuatlán, de 29 % du zapotèque d'Amatlán, de 16 % du zapotèque de Mixtepec et de 1 % du zapotèque de Quioquitani-Quierí.